# Henrik Anker Bjerregaard

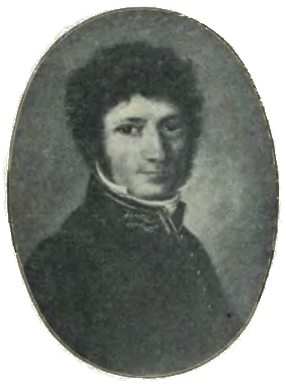
Henrik Anker Bjerregaard

Henrik Anker Bjerregaard (* 1. Januar 1792 in Ringsaker; † 7. April 1842 in Christiania) war ein norwegischer Dichter und Jurist.

## Leben

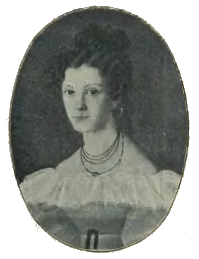
Die Schauspielerin Henriette Hansen, Bjerregaards Frau

Seine Eltern waren der Regimentsquartiermeister und spätere Bezirksrichter (Sorenskriver) Mads Bjerregaard (1761–1831) und dessen Ehefrau Alethe Ørtlein (1756–1846). Sein Vater war in Dänemark geboren. Er heiratete 1831 die Schauspielerin Henriette Hansen (14. Mai 1814–20. November 1892), Tochter des Kleinhändlers Christopher Hansen und seiner Frau Gunhild Jensdatter.
Bjerregaard kam 1800 zunächst nach Vågå, wo sein Vater Sorenskriver in Nord-Gudbrandsdal geworden war. Drei Jahre später kam er an die Kathedralschule in Christiania. Dort war er bald der beste Schüler. Er bestand das Examen artium in Kopenhagen und sollte Jura studieren. Stattdessen befasste er sich mit Ästhetik und schrieb Gedichte. 1811 holte ihn der Vater zurück und stellte ihn in seinem Büro an. So sollte er sich in der Praxis auf sein Examen vorbereiten. 1812 war er wieder in Kopenhagen, engagierte sich politisch, schloss sich patriotischen Kreisen an und trat der „Nordmans-forening“ bei. Im Juni 1814 fuhr in einem offenen Boot in Richtung Norwegen, wurde aber von einer schwedischen Fregatte aufgebracht und saß zwei Monate in Göteborg im Gefängnis. Nach einem weiteren Gefängnisaufenthalt in Halden nahm er sein Jurastudium in Christiania auf und legte 1815 sein Staatsexamen „cum laude“ ab. Es war das erste Staatsexamen, das an der Universität abgenommen wurde. Er wurde Advokatfullmektig (Rechtsanwaltsbevollmächtigter), 1819 erhielt er als Rechtsanwalt die Zulassung zum Obersten Gericht. Er gab aber seine Kanzlei auf und wurde auf verschiedenen Gebieten tätig, aber ohne besonderen Erfolg. Er war stark anti-schwedisch eingestellt und arbeitete dafür, die Feier des 17. Mai in Christiania zu etablieren. Die 1820er Jahre waren mit dichterischer Produktion ausgefüllt. Er führte ein unstetes Leben, engagierte sich im Theaterleben und war seit 1814 Mitglied von „Det dramatiske Selskab“. Er saß ab 1828 in der Direktion von „Christiania offentlige Theater“ und war später auch beim „Christiania offentlige Theater“. Er war 1827 Mitgründer von Christianias Aftenblad, das sich hauptsächlich Theaterkritiken widmete. In diesem Jahr war er auch Protokollsekretär am Obersten Gericht. 1830 wurde er Stiftsoverettsassessor in Christiania und 1838 gegen den Widerstand des Königs Richter am Obersten Gericht (Høyesterettsassessor), allerdings weniger wegen seiner juristischen Leistungen als vielmehr als Anerkennung für seine Dichtkunst.
Bjerregaard und seine Generation betrachteten die Dichtkunst als einen Beitrag zum Nation building in Norwegen. Es ging darum, der neuen Nation eine eigene Literatur und eigene kulturelle Identität zu geben. 1820 gewann er den Preis von 100 Speciestaler für die Schaffung einer Nationalhymne, den die „Selskabet for Norges Vel“ (Gesellschaft für Norwegens Wohl) und der Geschäftsmann Marcus Pløen ausgeschrieben hatten. Bjerregaards Sønner af Norge zu einer Melodie von Christian Blom wurde das meistgesungene Vaterlandslied bis in die 1960er Jahre. Danach wurde es verdrängt von Bjørnstjerne Bjørnsons Lied Ja, vi elsker dette landet! Bjerregaard genoss unter seinen Zeitgenossen ein hohes Ansehen als Lyriker. Er veröffentlichte naturschildernde und patriotische Gedichte und unterschiedliche Gelegenheitsgedichte in den Zeitungen. Seine Theaterstücke waren ebenfalls sehr bekannt. Er ließ sich dabei von Ludvig Holberg inspirieren. 1825 wurde sein Stück Fjeldeventyret uraufgeführt. Es war das erste Theaterstück nach 1814 und befasste sich erstmals mit dem einfachen Leben des Volkes. Es wurde deshalb zum „Nationalschauspiel“. Dazu war von Bedeutung, dass er manche Figuren in einem dem Dialekt von Gudbrandsdalen nahen Norwegisch auftreten ließ und so die Lösung von der dänischen Sprache beförderte.

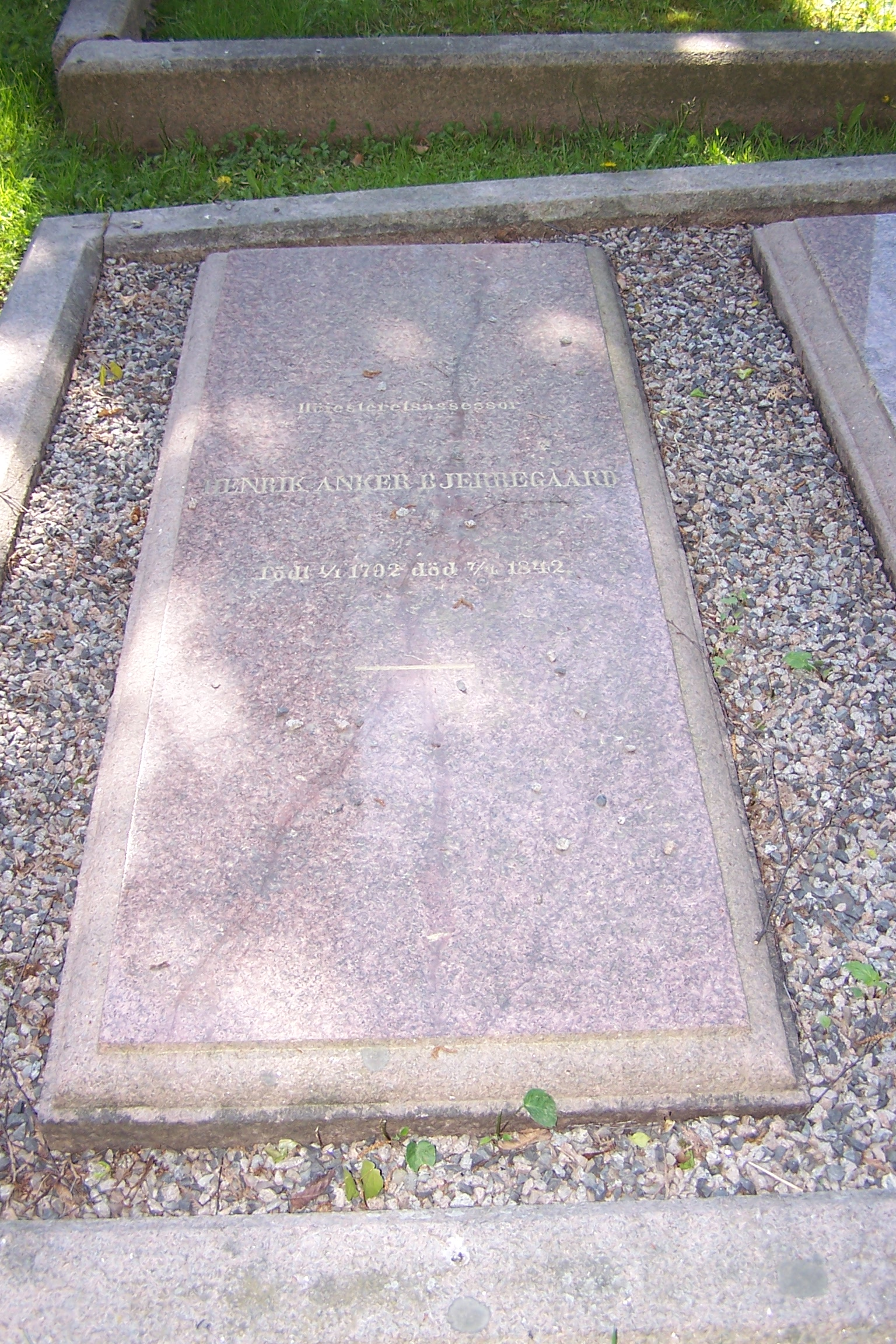
Grab von Bjerregaard in Oslo

1829 verfasste er das Geschichtsdrama Magnus Barfods Sønner (Magus Barfuß’ Söhne). Die Handlung war zwar in der Wikingerzeit angesiedelt, aber ein offensichtlicher Kommentar zu den zeitgenössischen Verhältnissen. Gegenstand sind die Probleme, die auftreten, wenn die Königsmacht die gesetzlichen Freiheiten des Volkes ignoriert. Es richtete sich gegen Karl Johan und noch mehr gegen die Königstreue und war eine direkte Reaktion auf das militärische Vorgehen bei der Feier zum 17. Mai 1829 („Torvslaget“ = Schlacht auf dem Marktplatz). Sein schärfster Kritiker wurde Nicolai Wergeland. Er warf ihm mangelnde Originalität und eine oberflächliche Bearbeitung des Nationalen in seiner Dichtung vor. Sein Sohn Henrik Wergeland schätzte ihn aber, und er dichtete zu seinem Begräbnis ein Gedenklied.
Die 1830er Jahre waren vom Missgeschick geprägt. Seine Ehe mit der sehr jungen Schauspielerin wurde von vielen als Mesalliance angesehen. Die einzige Tochter starb bald nach der Geburt. Bjerregaard wurde aus dem gesellschaftlichen Leben der Hauptstadt ausgeschlossen. 1839 drohte ihm eine Anklage vor dem Reichsgericht wegen Vernachlässigung seiner Dienstgeschäfte. Ludvig Kristensen Daa schlug ihn zum Abgeordneten im Storting vor, aber diese Kandidatur wurde mit allen Mitteln hintertrieben. Er starb 1842 an einer Hirnkrankheit.